# Les Cahiers de la science-fiction

Les Cahiers de la science-fiction est une collection de livres de science-fiction, créée en 1958 et ayant pris fin en 1960.
Son directeur de la publication était Hervé Calixte.

## Titres parus
- Le Pont sur les étoiles (James E. Gunn et Jack Williamson)
- Les Hommes stellaires (Leigh Brackett)
- La Galaxie noire (Murray Leinster)
- Renaissance (Raymond F. Jones)
- Au seuil de l'éternité (John Brunner)
- Chasse cosmique (Lyon Sprague de Camp)
- Les Mondes divergents (Philip K. Dick)
- La Route étoilée (Poul Anderson)
- Créateur d'univers (A. E. van Vogt )
- À la recherche de l'homme cosmique (Jean Cap)